# 沃洛斯基夫齊 (奧斯特羅赫區)
50°23′49″N 26°35′47″E / 50.39694°N 26.59639°E
沃洛斯基夫齊（烏克蘭語：Волосківці），是烏克蘭西北部的村莊，隸屬里夫內州的里夫內區。該村始建於1550年，面積1.63平方公里，海拔高度221米，2001年人口418，人口密度每平方公里255.8人。